# Karlsgårde Sø
Karlsgårde Sø är en sjö i Danmark. Den ligger i Varde kommun i Region Syddanmark, i den västra delen av landet, 250 km väster om Köpenhamn. Karlsgårde Sø ligger 13 meter över havet. Arean är 0,82 kvadratkilometer. Trakten runt Karlsgårde Sø består till största delen av jordbruksmark. Den sträcker sig 0,6 kilometer i nord-sydlig riktning, och 1,7 kilometer i öst-västlig riktning.
Sjön är en konstgjord sjö, och före detta kraftverksdamm, som får sitt vatten från Holme Å och Varde Å genom ett cirka 17 km långt kanalsystem.
Den här artikeln är helt eller delvis baserad på material från danskspråkiga Wikipedia, tidigare version.